# Nomcebo Zikode
Nomcebo Nothule Nkwanyana, professioneel bekend als Nomcebo Zikode (Epumalanga, KwaZoeloe-Natal, 28 oktober 1985) is een Zuid-Afrikaans singer-songwriter. Zij is bekend van "Emazulwini", haar samenwerking met DJ Ganyani, en wereldwijd voor "Jerusalema", haar samenwerking met Master KG.

## Carrière
Zikode groeide op in Hammarsdale in de Zuid-Afrikaanse provincie KwaZoeloe-Natal. Zij behaalde een hogeschooldiploma in informatietechnologie.
Nadat Zikode vertrok uit haar geboortestad om een muziekcarrière op te bouwen, werkte zij vijftien jaar voornamelijk als achtergrondzangeres. Zij werkte vooral met Zuid-Afrikaanse artiesten. Vervolgens tekende zij een contract met Ganyani Entertainment, waarvoor zij nummers zong als "NTO", "Jabulile" en "Emazulwini". Het laatste nummer ontving een nominatie voor de South African Music Awards in de categorie Record of the Year. Aangezien zij niet de rechten tot de nummers bezat, mocht zij deze niet live zingen zonder toestemming van het platenlabel.
Zikode kreeg ruzie met Ganyani Entertainment, waarna zij bij het label vertrok en een contract tekende bij Open Mic Productions. Hier ontmoette zij Master KG, voor wie zij in 2019 de single "Jerusalema" inzong. Dit werd een wereldwijde hit: het kwam op de nummer 1-positie terecht in onder meer Nederland, België, Hongarije en Zwitserland, en kwam in de top 10 in onder meer Duitsland, Frankrijk, Italië, Oostenrijk en Spanje. In augustus 2020 bracht zij haar debuutalbum als soloartiest uit met de naam Xola moya wam. De eerste single, eveneens "Xola moya wam" geheten, werd in Zuid-Afrika veel op de radio gedraaid en werd meer dan 15.000 keer verkocht, waardoor het een gouden status kreeg.
Zikode is getrouwd en heeft twee kinderen.

## Discografie

### Singles
| Single met eventuele hitnotering(en) in de Nederlandse Top 40 | Datum van verschijnen | Datum van binnenkomst | Hoogste positie | Aantal weken | Opmerkingen                                              |
| ------------------------------------------------------------- | --------------------- | --------------------- | --------------- | ------------ | -------------------------------------------------------- |
| Jerusalema                                                    | 29-11-2019            | 22-08-2020            | 1(5wk)*         | 27*          | Alarmschijf / met Master KG / Nr. 2 in de Single Top 100 |

| Single met hitnotering(en) in de Vlaamse Ultratop 50 | Datum van verschijnen | Datum van binnenkomst | Hoogste positie | Aantal weken | Opmerkingen   |
| ---------------------------------------------------- | --------------------- | --------------------- | --------------- | ------------ | ------------- |
| Jerusalema                                           | 29-11-2019            | 08-08-2020            | 1(10wk)         | 29           | met Master KG |

### NPO Radio 2 Top 2000
| Nummer met noteringen in de NPO Radio 2 Top 2000 | '20  | '21  |
| ------------------------------------------------ | ---- | ---- |
| Jerusalema (met Master KG)                       | 1536 | 1709 |

1. ↑  Een vetgedrukt getal geeft de hoogste notering aan.
2. ↑  2020 was het eerste jaar met een notering voor dit nummer.
3. ↑  Deze tabel is bijgewerkt tot en met de laatste editie (2024).